# Roman Lekapen (syn Krzysztofa)
Roman Lekapen (gr. Ρωμανὸς Λακαπηνός, ur. w 920, zm. w kwietniu 927) – bizantyński współcesarz u boku swego ojca Krzysztofa Lekapena

## Życiorys
Był synem Krzysztofa Lekapena i jego żony Zofii. Zmarł w dzieciństwie. Jego starszym bratem był Michał, siostrą zaś Maria-Irena, żona cara Bułgarii Piotra I.